# Зеферхилс-Уэст (Флорида)
Зеферхилс-Уэст (англ. Zephyrhills West) — статистически обособленная местность, расположенная в округе Паско (штат Флорида, США) с населением в 5242 человека по статистическим данным переписи 2000 года.

## География
По данным Бюро переписи населения США статистически обособленная местность Зеферхилс-Уэст имеет общую площадь в 6,99 квадратных километров, водных ресурсов в черте населённого пункта не имеется.

## Демография
| Год переписи        | Нас. |  | %±    |
| ------------------- | ---- |  | ----- |
| 1980                | 3698 |  | —     |
| 1990                | 4249 |  | 14,9% |
| 2000                | 5242 |  | 23,4% |
| 1980–2000 Источник: |      |  |       |

По данным переписи населения 2000 года в Зеферхилс-Уэст проживало 5242 человека, 1749 семей, насчитывалось 2803 домашних хозяйств и 4133 жилых дома. Средняя плотность населения составляла около 749,93 человека на один квадратный километр. Расовый состав населённого пункта распределился следующим образом: 97,60 % белых, 0,23 % — чёрных или афроамериканцев, 0,34 % — коренных американцев, 0,50 % — азиатов, 0,02 % — выходцев с тихоокеанских островов, 0,92 % — представителей смешанных рас, 0,40 % — других народностей. Испаноговорящие составили 2,08 % от всех жителей статистически обособленной местности.
Из 2803 домашних хозяйств в 8,3 % воспитывали детей в возрасте до 18 лет, 56,4 % представляли собой совместно проживающие супружеские пары, в 4,4 % семей женщины проживали без мужей, 37,6 % не имели семей. 34,0 % от общего числа семей на момент переписи жили самостоятельно, при этом 25,0 % составили одинокие пожилые люди в возрасте 65 лет и старше. Средний размер домашнего хозяйства составил 1,87 человек, а средний размер семьи — 2,31 человек.
Население статистически обособленной местности по возрастному диапазону по данным переписи 2000 года распределилось следующим образом: 9,0 % — жители младше 18 лет, 2,2 % — между 18 и 24 годами, 11,8 % — от 25 до 44 лет, 20,5 % — от 45 до 64 лет и 56,4 % — в возрасте 65 лет и старше. Средний возраст жителей составил 68 лет. На каждые 100 женщин в Зеферхилс-Уэст приходилось 86,3 мужчин, при этом на каждые сто женщин 18 лет и старше приходилось 85,5 мужчин также старше 18 лет.
Средний доход на одно домашнее хозяйство статистически обособленной местности составил 26 195 долларов США, а средний доход на одну семью — 29 451 доллар. При этом мужчины имели средний доход в 27 663 доллара США в год против 21 346 долларов среднегодового дохода у женщин. Доход на душу населения статистически обособленной местности составил 26 195 долларов в год. 8,4 % от всего числа семей в населённом пункте и 10,7 % от всей численности населения находилось на момент переписи населения за чертой бедности, при этом 30,5 % из них были моложе 18 лет и 6,4 % — в возрасте 65 лет и старше.